# Salvapizzes
El salvapizza, també conegut com a trípode de plàstic, o tauleta de la pizza,  és un dispositiu —usualment de plàstic— empleat en el repartiment de pizzes perquè la pizza que es transporta en la caixa de pizza no sigui aixafada. També serveix per impedir que, davant l'apilat de la caixa o el seu eventual aixafament, la part central de la tapa arribi a tocar la superfície de la pizza, adherint-se per no pegar-se als seus ingredients.
El dispositiu és similar a una diminuta taula de tres potes, i se sol col·locar amb les potes clavades al centre de la pizza. Aquest dispositiu no és utilitzat per totes les companyies de repartiment de pizza.
A l'Argentina, els salvapizzes són de colors variats i, en comptes de tenir «mènsula», tenen un cercle de plàstic que deixa un forat en el mig.

## Història

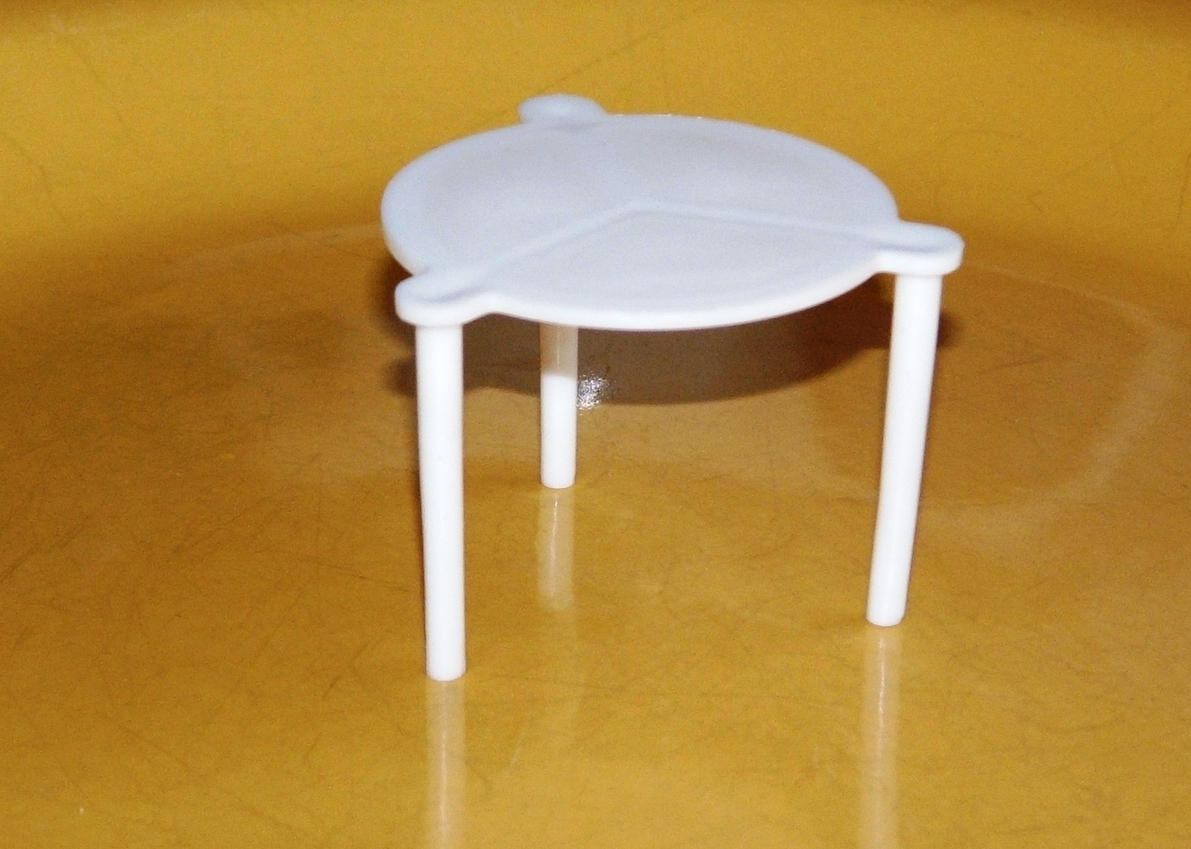

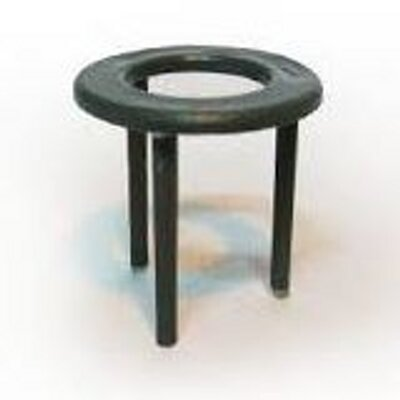

Si bé el salvapizza va ser patentat l'any 1985 per Carmela Vitale als Estats Units, hi ha una patent prèvia a l'Argentina dipositada l'any 1974 per Claudio Troglia.
Claudio Troglia ho va inventar i va patentar a Buenos Aires, Argentina amb el nom de SEPI i no va renovar la patent. En aquesta època les pizzeries preferien utilitzar furgadents per mantenir separades la tapa de cartró i la pizza.